# Garage Sale Mystery
Garage Sale Mystery è una serie di film televisivi statunitensi/canadesi interpretati da Lori Loughlin e basati sui romanzi Garage Sale Stalker e Garage Sale Diamonds di Suzi Weinert.
Da quanto si evince dall'elenco dei titoli pubblicato sul sito ufficiale, la serie sarebbe stata rinominata in Garage Sale Mysteries a partire dal dodicesimo film (2018).

## Trama
La serie segue la storia della rivenditrice di antichità Jennifer Shannon (Loughlin) che ha un talento per risolvere i delitti. Il suo occhio per i dettagli la porta ad aiutare a risolvere questi crimini anche se mette in pericolo la propria vita.

## Personaggi e interpreti
- Jennifer "Jenn" Shannon, interpretata da Lori Loughlin[2][3]
È la protagonista della serie e possiede un negozio d'antiquariato chiamato "Dalle stalle alle stelle".
- Jason Shannon, interpretato da Rick Ravanello[4] (film 1) e Steve Bacic
È il marito di Jennifer.
- Hannah Shannon, interpretata da Sara Canning (film 1) e Eva Bourne
La figlia di Jennifer e Jason.
- Logan Shannon, interpretato da Brendan Meyer (film 1-3) e Connor Stanhope
Il figlio di Jennifer e Jason.
- Danielle "Dani", interpretata da Sarah Strange
Socia in affari di Jennifer e co-proprietaria del "Dalle stalle alle stelle".
- Detective Frank Lynwood, interpretato da Kevin O'Grady
Poliziotto amico di Jennifer.
- Detective Adam Iverson, interpretato da Andrew Dunbar
Poliziotto che aiuta Jennifer.

## Produzione
Il 14 marzo 2019 la serie fu messa in stato di attesa dopo che la società madre di Hallmark Movies & Mysteries, la Crown Media Holdings, dichiarò che Lori Loughlin non avrebbe più partecipato ai loro progetti e la licenziò a causa del suo coinvolgimento e della sua incriminazione nello scandalo delle tangenti per l'ammissione al college. All'epoca dell'arresto dell'attrice, il sedicesimo film della serie, Searched & Seized, era stato completato, ed il diciassettesimo, Three Little Murders, era alla prima settimana di riprese. Questi film e i due seguenti sarebbero dovuti andare in onda ad agosto 2019 prima che la Hallmark Movies & Mysteries li rimuovesse dal palinsesto. Il sedicesimo film è comunque andato in onda in alcuni paesi tra cui l'Italia, dove, a differenza dei film precedenti, è stato trasmesso da TV8.

## Distribuzione
I film sono trasmessi da Hallmark Movies & Mysteries negli USA, da Bravo in Canada, da Channel 5 nel Regno Unito e da Paramount Channel in Italia. Produttori esecutivi della serie di film sono la stessa Loughlin, Michael Shepard e Peter Deluise.